# Jacques Revel

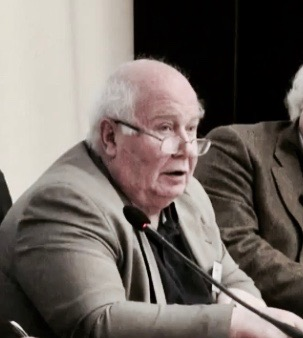
Jacques Revel

Jacques Revel (* 1942 in Avignon) ist ein französischer Neuzeithistoriker der Annales-Schule, er wirkte während seiner akademischen Laufbahn an der Elitehochschule École des hautes études en sciences sociales (EHESS) in Paris.

## Leben
Revel besuchte das Lycée Louis-le-Grand und studierte ab 1963 an der Elitehochschule École normale superieure mit dem Abschluss der Agrégation in Geschichte 1968. Danach war er an der École française de Rome und unterrichtete an der Sorbonne, der École Normale Superieure und schließlich an der École des hautes études en sciences sociales (EHESS), deren Direktor er von 1995 bis 2004 war.
Er befasst sich mit Sozial- und Kulturgeschichte der frühen Neuzeit in Europa und speziell in Italien. Er befasst sich auch mit Geschichtsschreibung und Methodik der Geschichtswissenschaft und führte in Frankreich die italienische Strömung der Mikrogeschichte ein.

## Schriften
- mit Michel de Certeau,  Dominique Julia: Une politique de la langue. La Révolution française et les patois. L’enquête de Grégoire (1790–1794), Paris, 1975, Neuauflage, Gallimard, Folio, Paris 2002.
- mit Dominique Julia, Roger Chartier: Histoire sociale des populations étudiantes, Paris, EHESS, 2 Bände
- Herausgeber mit Jacques Le Goff, Roger Chartier: Die Rückeroberung des historischen Denkens: Grundlagen der Neuen Geschichtswissenschaft, Fischer Taschenbuch, Frankfurt am Main 1990.
- (Hrsg.): Jeux d’échelle, Le Seuil-Gallimard, Paris 1996.
- Herausgeber mit  François Hartog: Les usages politiques du passé, Enquête, Paris, éditions de l’EHESS, 2001.
- Herausgeber mit  G. Levi: Political Uses of the Past. The Recent Mediterranean Experience, Frank Cass, London, 2002.
- Herausgeber mit Jean-Claude Passeron: Penser par cas, Enquête, Paris, éditions de l’EHESS, 2005.
- Un momento historiográfico, Buenos Aires, Manantial, 2006.
- Herausgeber: Giochi di scala. La microstoria alla prova dell’esperienza, Rom, Viella, 2006.
- Las Construcciones francesas del pasado, La escuela francesa y la historiografía del pasado, Fondo de Cultura Económica, Buenos Aires, 2002.
- Un parcours critique. Douze essais d’histoire sociale, Paris, Galaade, 2006 (Aufsatzsammlung).
- Herausgeber mit Jean-Boutier, Jean-Claude Passeron: Qu’est-ce qu’une discipline ?, Paris, Éditions de l’école des hautes études en sciences sociales,  Enquête 5, 2006.
- Herausgeber mit André Burguière: Histoire de la France, Seuil, 5 Bände, Paris 1989–1993, Taschenbuchausgabe 2001.